# Colton (Kumbria)
Colton – wieś i civil parish w Anglii, w Kumbrii, w dystrykcie (unitary authority) Westmorland and Furness. Leży 70 km na południe od miasta Carlisle i 364 km na północny zachód od Londynu. W 2011 roku civil parish liczyła 672 mieszkańców.